# Möhnita
La möhnita és un mineral de la classe dels sulfats. Rep el nom en honor a Gerhard Möhn (n. 1959), farmacèutic i mineralogista aficionat alemany. Va identificar molts minerals de localitats xilenes i alemanyes que després van ser estudiats per mineralogistes professionals, i és coautor de les descripcions d'almenys sis espècies noves. Va recollir els primers exemplars de möhnita.

## Característiques
La möhnita és un sulfat de fórmula química (NH₄)K₂Na(SO₄)₂. Va ser aprovada com a espècie vàlida per l'Associació Mineralògica Internacional l'any 2015, sent publicada per primera vegada el mateix any. Cristal·litza en el sistema trigonal. La seva duresa a l'escala de Mohs és 3.
Segons la classificació de Nickel-Strunz, la möhnita hauria de pertànyer a "07.AC - Sulfats (selenats, etc.) sense anions addicionals, sense H₂O, amb cations de mida mitjana i grans» juntament amb els següents minerals: vanthoffita, piracmonita, efremovita, langbeinita, manganolangbeinita, yavapaiïta, eldfellita, godovikovita, sabieïta, thenardita, metathenardita i aftitalita.
L'exemplar que va servir per a determinar l'espècie, el que es coneix com a material tipus, es troba conservat a les col·leccions del Museu Mineralògic Fersmann, de l'Acadèmia de Ciències de Rússia, a Moscou (Rússia), amb el número de registre: 4638/1.

## Formació i jaciments
Va ser descoberta a Pabellón de Pica, a la província d'Iquique (Regió de Tarapacá, Xile), on es troba en forma d'agregats i crostes que consisteixen en cristalls bipiramidals imperfectes en forma de fus. Aquest indret és l'únic a tot el planeta on ha estat descrita aquesta espècie mineral.